# Wrightia cunninghamii
Wrightia cunninghamii là một loài thực vật có hoa trong họ La bố ma. Loài này được Benth. miêu tả khoa học đầu tiên năm 1868.